# Linan mangshanus
Linan mangshanus (лат.) — вид мелких коротконадкрылых жуков из подсемейства ощупники (Tyrini, Pselaphinae, Staphylinidae).

## Распространение
Встречается в Китае (Хунань).

## Описание
Мелкие красноватые или коричневатые коротконадкрылые жуки-ощупники. Длина 3,25—3,35 мм; антенномеры IX—X сильно видоизменены, IX сильно расширен и загнут по боковому краю, с отчётливым отростком в переднемедиальном углу; широкие метавентральные отростки расширены на вершине при виде сбоку; метакокса с округло-треугольным вентральным выступом.

## Систематика и этимология
Вид был впервые описан в 2018 году китайскими энтомологами (Yu-Qing Zhang, Li-Zhen Li, Zi-Wei Yin). Новый вид отнесён к группе L. cardialis на основании изменённого антенномера IX самца и наиболее сходен с L. hainanicus по форме антенномера IX самца. Их можно легко разделить благодаря значительно более широким метавентральным отросткам, отсутствию крупного апикального выступа протибия, полной симметричной эдеагальной срединной доле и различным структурам эндофаллуса нового вида. Широкие метавентральные отростки, выступающие задние тазики и высокая симметрия эдеагальной срединной доли являются общими для L. uenoi из Гуанси. Они отличаются главным образом изменёнными антенномерами VII—VIII у L. uenoi, что является довольно характерным признаком для представителей рода Linan. Вид Linan mangshanus назван в честь типового местонахождения, заповедника Маншань (Mangshan N. R., 莽山自然保护区, Хунань).